# Antoon van Oers
Pour les articles homonymes, voir Van Oers.
Antoon van Oers, né le 23 mai 1930 à Langeweg (Brabant-Septentrional) et mort le 17 novembre 2017 à Made (Brabant-Septentrional), est un coureur cycliste néerlandais. Professionnel de 1951 à 1958, il a remporté une étape du Tour des Pays-Bas.

## Palmarès
- 1950
  - 3e du Tour du Brabant
- 1953
  - 3e du championnat des Pays-Bas de vitesse
- 1955
  - 6e étape du Tour des Pays-Bas

## Résultats sur les grands tours

### Tour d'Italie
- 1955 : abandon